# Microbryum
Microbryum (deutsch Zwergglanzmoos) ist eine Gattung von akrokarpen Laubmoosen aus der Familie Pottiaceae.

## Merkmale
Die kleinen, samt den Sporenkapseln bis etwa 5 Millimeter großen Pflanzen wachsen zerstreut oder in lockeren Herden. Die lanzettlichen bis eiförmigen, gespitzten Blätter sind bis 1,6 Millimeter lang, trocken angedrückt, feucht schwach abstehend und die Spitzen manchmal zurückgebogen. Die Ränder sind in der Blattmitte und oft auch bis fast zur Blattspitze zurückgebogen, ganzrandig oder selten oben gesägt. Die Blattrippe endet in der Blattspitze oder tritt mehr oder weniger lang aus. Der Querschnitt der Blattrippe zeigt ein einzelnes, dorsales, rundes bis halbrundes Stereidenband. Die Blattzellen sind unten rechteckig und dünnwandig, oben überwiegend kurz rechteckig bis quadratisch und papillös.
Die Geschlechterverteilung ist monözisch. Die Seta ist sehr kurz oder bis 4 Millimeter lang, die eiförmige bis kurz elliptische Kapsel ist entweder stegokarp (Kapsel öffnet sich mit einem Deckel) oder kleistokarp. Der Kapseldeckel, wenn vorhanden, ist niedrig kegelförmig, das Peristom bei stegokarpen Kapseln ist 16-zähnig und oft nur rudimentär ausgebildet. Die Sporengröße ist etwa 20 bis 30 Mikrometer.

## Arten
Die weltweit etwa 14 Arten der Gattung sind in den gemäßigten Zonen verbreitet.
In Deutschland, Österreich und der Schweiz sind die folgenden Arten vertreten:
- Microbryum curvicollum
- Microbryum davallianum
- Microbryum floerkeanum
- Microbryum rectum (nur ein einzelner älterer Fund aus der Schweiz)
- Microbryum starckeanum